# Seehase (Fisch)
Der Seehase (Cyclopterus lumpus), auch Lump, Lumpfisch, Lump-Fisch, ist ein plumper Bodenfisch aus der gleichnamigen Familie der Seehasen (Cyclopteridae) und gehört somit in die Teilordnung der Groppenverwandten (Cottales).

## Merkmale
Die Seehasen werden etwa 40 bis 60 cm lang und wiegen 1,5 bis 9,5 kg, die Weibchen sind größer. Sie sind dunkelgrau-bläulich bis schwarz, die Weibchen scheinen zudem etwas grünlich. Bei einigen Individuen sind dunkle Tupfen oder schwarze Punkte auf dem Rücken und den Seiten vorhanden. Jungfische sind matt olivgrün bis ockergelb, mit silbernen Streifen und Punkten. Ihr Körperbau ist plump und rundlich, inklusive Schwanz zweimal so lang wie hoch. Der Körper ist mit Knochenzähnen besetzt, zudem verlaufen vier Dornen- und drei Knochenreihen längs dem Körper und Schwanz entlang, Seehasen haben keine Schuppen. Die Maulöffnung befindet sich direkt an der Kopfspitze, die Zähne sind verhältnismäßig klein, und die Augen und Kiemendeckel sind verhältnismäßig mittelgroß. Der kurze, oben konkav und unten konvex geformte Kopf ist beim Männchen etwas größer ausgebildet als beim Weibchen.

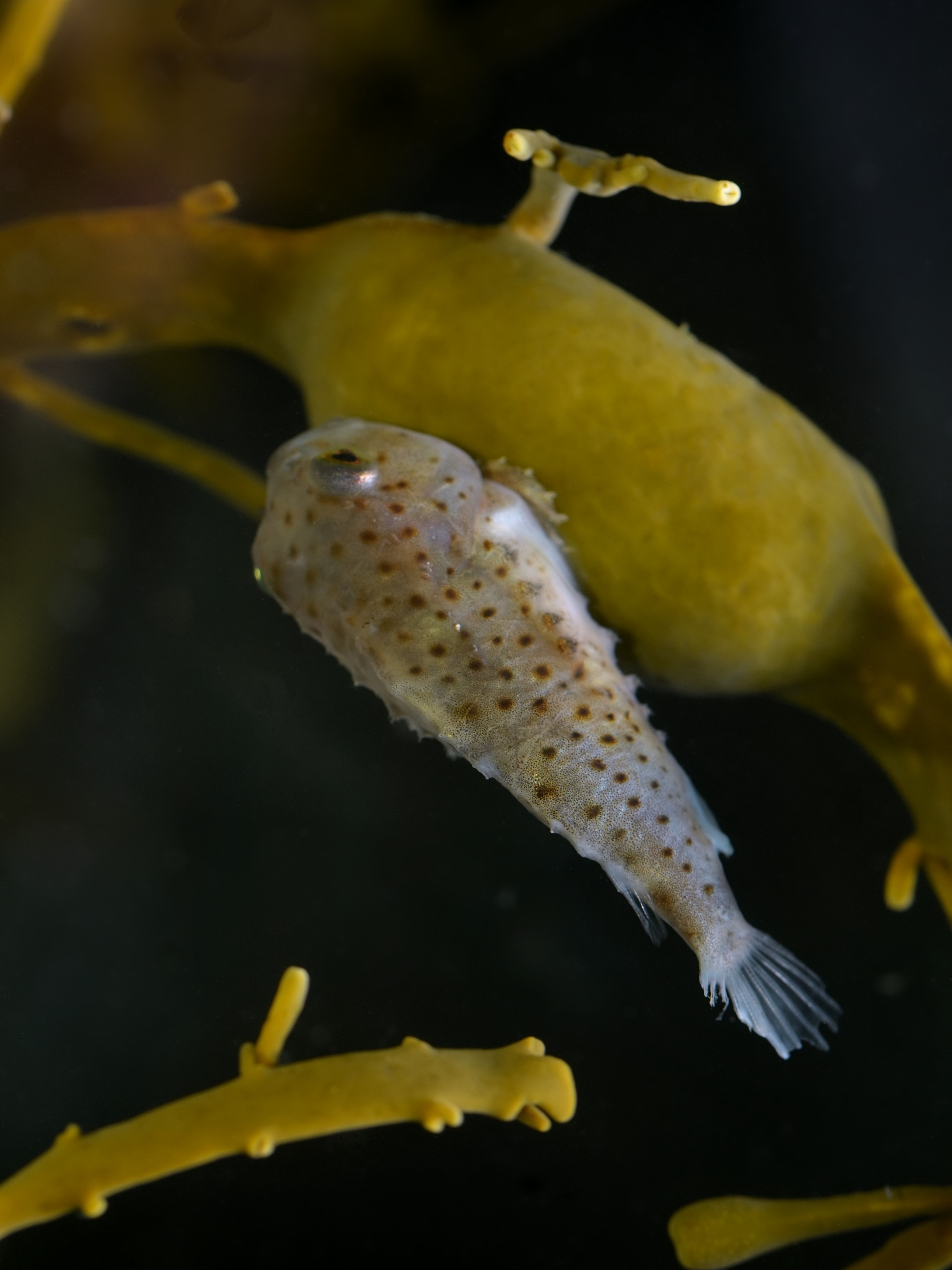
Junger Seehase an einem Knotentang

Die Rückenflossen sind mit dickem Hautgewebe bedeckt und bilden den so genannten Kamm. Die vordere Rückenflosse ist 6- bis 8-strahlig, die hintere und die Analflosse jeweils 9- bis 11-strahlig. Die Schwanzflosse hat einen breiten Ansatz, und die Spitze ist rechteckig bis leicht konvex. Die großflächigen, abgerundeten Brustflossen sind im Ansatz so breit, dass sie fast bis zur Kehle reichen, beim Männchen sind sie größer als beim Weibchen. Anstatt Bauchflossen haben sie sechs Paar fleischige Beulen von einer fast runden Hautfalte umgeben, im Durchmesser eine Kopflänge groß. Diese Saugscheibe beginnt dicht hinter der Kehle und dient zum Ansaugen an den Meeresboden, da sie keine Schwimmblase besitzen. Somit sind sie an das Leben in Bodennähe angepasst.

## Vorkommen
Seehasen kommen auf steinigen Meeresböden der Küstengewässer des nördlichen Atlantiks in kühlerem Wasser in Tiefen bis 850 Metern vor. Im östlichen Atlantik reicht ihr Verbreitungsgebiet von der Barentssee über die Küsten Islands und Grönlands bis nach Spanien und umfasst auch die Nordsee und die westliche Ostsee. Im westlichen Atlantik leben sie von der Küste Nunavuts über die Hudson- und James Bay, Labrador in Kanada bis New Jersey, selten südlich bis zur Chesapeake Bay an der Atlantikküste der USA und bei den Bermudas.

## Ernährung und Fressfeinde
Die Seehasen ernähren sich von kleinen Fischen, Krustentieren, Weichtieren und Rippenquallen.
Da sie schlechte Schwimmer sind, sind sie eine beliebte Nahrungsquelle für Robben.

## Fortpflanzung
Während der Laichzeit färbt sich der Bauch des Männchens orangerot. Zum Ablaichen schwimmen sie in Küstengewässer, die mit Algen übersät sind. Die Weibchen lassen etwa 140.000 im Durchmesser 2,2 bis 2,6 mm große Eier sinken, die am steinernen Grund in schwammartigen Formationen fortwährend von der Strömung gedreht werden. Während die Weibchen wieder in tiefere Gewässer ziehen, bewachen die Männchen den anfangs rosafarbenen, später mattgrünen oder gelben Laich, bis die 4 bis 7,5 mm langen Larven schlüpfen. In dieser Zeit nehmen sie keine Nahrung zu sich, so dass sie am Ende der Bewachung abgemagert und entkräftet in tiefere Gewässer zurückkehren.

## Ökonomie

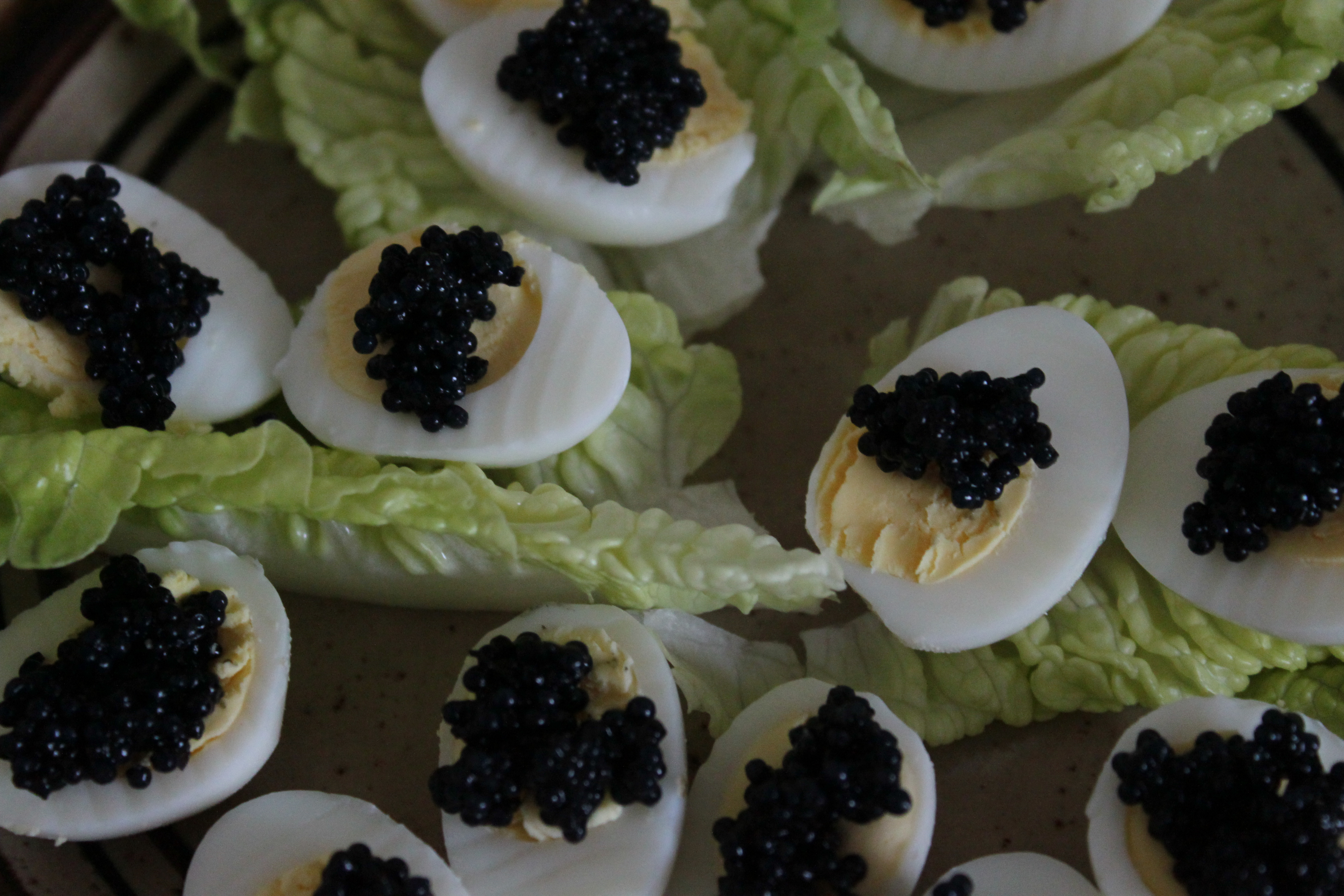
„Deutscher Kaviar“ auf Wachteleiern

Der Rogen wird, schwarz gefärbt und mit Salzlake behandelt, als „Deutscher Kaviar“ vermarktet, in Island als „Perles du Nord“, und gilt somit als Kaviarersatz des Störrogens. Ein weiblicher Seehase kann zur Laichzeit bis zu 700 g Rogen produzieren.
Das Fleisch des Weibchens ist locker und gallertartig, daher wenig begehrt. Fester und rosafarben hingegen ist das wohlschmeckende Fleisch des Männchens. In den nördlichen Ländern wird es geräuchert oder gesalzen angeboten. Frisches Seehasenfleisch kann paniert und gebraten werden. In Island gilt es getrocknet als Delikatesse.
Seehasen werden in norwegischen Fischfarmen gezüchtet und als Putzerfische auf Lachsfarmen eingesetzt. Sie sollen den Befall von Lachsen durch die Lachslaus, einen Ruderfußkrebs, kontrollieren. Durch ihren Einsatz soll die Verwendung von Antibiotika bei der Lachszucht reduziert werden. Weiterhin soll die zum Teil explosionsartige Vermehrung von Lachsläusen und die damit einhergehende massive Gefährdung der Wildlachsbestände und anderer Meeresfische eingedämmt werden.

## Aquaristik
Um Seehasen im Aquarium zu halten, braucht man ein Becken mit einem Volumen von mindestens 2.500 l. Da ihr natürlicher Lebensraum am Boden in Tiefen von 50 m bis 850 m liegt, ist die Haltung den Zoos vorbehalten; für Heimaquarien sind die Tiere nicht geeignet.